# 2019 en littérature
| Années de la littérature : 2016 - 2017 - 2018 - 2019 - 2020 - 2021 - 2022    |
| Décennies de la littérature : 1980 - 1990 - 2000 - 2010 - 2020 - 2030 - 2040 |

Cet article présente les faits marquants de l'année 2019 en littérature.

## Évènements
- L'édition 2019 du « Printemps des poètes » se déroule en France du 9 au 25 mars et a pour thème « la beauté »[1].

## Commémorations
- 1er janvier : centenaire de la naissance de J. D. Salinger, écrivain américain.
- 5 janvier : centenaire de la naissance de Jacques Laurent, écrivain français, auteur sous le pseudonyme de Cecil Saint-Laurent du  roman Caroline Chérie.
- 6 mars : quadricentenaire de la naissance de Savinien de Cyrano de Bergerac, écrivain français ayant inspiré à Edmond Rostand sa « comédie héroïque » Cyrano de Bergerac.
- 17 avril : centenaire de la naissance de J. Rodolfo Wilcock, écrivain argentin.
- 25 avril : tricentenaire de la parution du roman Robinson Crusoé de l'écrivain britannique Daniel Defoe.
- 21 mai : centenaire de la mort de Victor Segalen, écrivain français.
- 31 mai : bicentenaire de la naissance de Walt Whitman, poète américain.
- 15 juillet : centenaire de la naissance d'Iris Murdoch, écrivaine britannique.
- 19 juillet : centenaire de la naissance de Robert Pinget, romancier et auteur dramatique français d'origine suisse.
- 31 juillet : centenaire de la naissance de Primo Levi, écrivain italien.
- 1er octobre : centenaire de la parution du roman La Symphonie pastorale de l'écrivain français André Gide.
- 22 octobre : centenaire de la naissance de Doris Lessing, écrivaine britannique, prix Nobel de littérature en 2007[2].
- 22 novembre : bicentenaire de la naissance de George Eliot, écrivaine britannique.
- 26 novembre : centenaire de la naissance de Frederik Pohl, écrivain américain de science-fiction.
- 10 décembre : centenaire de l'attribution du Prix Goncourt à l'écrivain français Marcel Proust pour son roman À l'ombre des jeunes filles en fleurs[3].
- 18 décembre : bicentenaire de la parution du roman Ivanhoé de l'écrivain écossais Walter Scott.
- 30 décembre : bicentenaire de la naissance de Theodor Fontane, écrivain allemand.

## Parutions

### Biographies
- Flore Vasseur, Ce qu'il reste de nos rêves, Paris/53-Mayenne, Éditions des Équateurs, 9 janvier 2019, 368 p. (ISBN 978-2-84990-522-7)

### Essais
- Juan Branco (préf. Denis Robert), Crépuscule, Vauvert/Paris/27-Mesnil-sur-l'Estrée, Au diable vauvert, 21 mars 2019, 312 p. (ISBN 979-10-307-0260-6)
- François Bégaudeau, Histoire de ta bêtise, Paris/18-Saint-Amand-Montrond, Fayard, coll. « Pauvert », 23 janvier 2019, 224 p. (ISBN 978-2-7202-1562-9)
- Gérald Bronner, Déchéance de rationalité : Les tribulations d'un homme de progrès dans un monde devenu fou, Paris/impr. en Italie, Grasset, 20 mars 2019, 272 p. (ISBN 978-2-246-81280-7)
- Marie-Hélène Bacqué, Retour à Roissy : un voyage sur le RER B, Paris/61-Lonrai, Éditions du Seuil, 11 avril 2019, 352 p. (ISBN 978-2-02-141895-8)
- Andrea Dworkin (trad.  Martin Dufresne), Coïts [« Intercourse »], Paris, Montréal, Éditions du Remue-ménage et Éditions Syllepse, février 2019, 224 p.  (ISBN 978-2-84950-715-5), notice éditeur.

### Histoire
- Miguel Amorós (trad. de l'espagnol), Hommage à la révolution espagnole : Les amis de Durruti dans la guerre civile 1936-1939, Villasavary/Paris, Éditions de la Roue, 26 septembre 2019, 416 p. (ISBN 978-2-9541154-5-0)

### Lettres et écrits personnels
- Elena Ferrante (trad. de l'italien par Nathalie Bauer), Frantumaglia : L'écriture et ma vie [« La Frantumaglia »], Paris/27-Mesnil-sur-l'Estrée, Gallimard, coll. « Du monde entier », 3 janvier 2019, 464 p. (ISBN 978-2-07-273467-0)

### Poésie
- Pierre-Louis Aouston, 4'40, Vibrations Editions.
- Franck Balandier, L'heure tiède, Libraire-Galerie Racine.
- Gérard Berréby, La Banlieue du monde, Allia.
- Marilyne Bertoncini, Sable/Sand', peintures de Wanda Mihuleac, traduction en allemand de Eva Maria Berg, Transignum.
- Julien Blaine, Le livre, Les Presses du Réel, coll. Al dante.
- Christian Bobin, La Muraille de Chine, Éditions Lettres Vives.
- Claire Boitel, Objets de la Demoiselle, Libraire-Galerie Racine.
- Julien Boutreux, Le Rasoir d'Ockham appliqué au poète, Polder.
- Tom Buron, Nadirs, MaelstrÖm Éditions, 2019, 166 p.  (ISBN 978-2-87505-333-6)
- Grégoire Cabanne, Michel, Leïla, (Lui, Elle, Toi), Editions MF.
- Muriel Camac, En direction de l'ouest, photographies de Michael McCarthy, Editions le Citron gare.
- Jorge Camacho, Semen-Contra suivi de Harr, Pierre Mainard.
- Carolyne Cannella, Parcelles d'infini, Alcyone.
- Jean-Pierre Chambon, Un écart de conscience, photographies de Christiane Sintès, Le Réalgar.
- Nayla Chidiac, La Flûte de haschisch, Libraire-Galerie Racine.
- Jean-Gabriel Cosculluela, Et la terre rien, photographies de Francis Helgorsky, Creaphis éditions, avec le soutien du CNL.
- Jean Daive, La Troisième, Éditions des Crépuscules.
- François Debluë, Poèmes de l'anneau d'or, Éditions Empreintes.
- Philippe Denis, Chemins faisant, Le Bruit du temps.
- Eric Dubois, Incidences, poèmes 1993-1998, Encres vives.
- Christian Ducos, Plic ! Ploc !, Le Cadran ligné.
- Chantal Dupuy-Dunier, Ferroviaires, Les écrits du Nord / Éditions Henry.
- Delphine Durand, Connaissance de l'ombre, peintures de Serge Kantorowicz, Le Réalgar.
- Mohammed El Amraoui, Un palais pour deux langues, La Passe du Vent.
- Yves Ellien, PETITs RIENs et minusculeS, p.i.sage intérieur.
- Sylvie Fabre G., Pays perdu d'avance, L'Herbe qui tremble.
- Mireille Fargier-Caruso, Comme une promesse abandonnée, Editions Bruno Doucey.
- Arnoldo Feuer, Formes de la lumière, Les Lieux-dits.
- Michèle Finck, Poésie Shéhé Résistance, fragments pour voix, Le Ballet Royal.
- Andréane Frenette-Vallières, Juillet, le Nord, Éditions du Noroît, Montréal, 71 p.  (ISBN 9782897661670 et 9782897661687)
- Yannick Girouard, Moindre souffle, Libraire-Galerie Racine.
- Christian Hibon, Dix, les trophées, suivi d’Avant toute chose, Pierre Mainard.
- Martine-Gabrielle Konorski, Bethani suivi de Le bouillon de la langue, préface d'Emmanuel Moses, Le Nouvel Athanor.
- Corinne Lagenèbre, Les armes douces, p.i.sage intérieur.
- Marie-Laure Le Berre, Lignes de crête, Polder.
- Yves Leclair, L'autre vie, Gallimard.
- Margaux Lefebvre, Les Oiseaux lacunaires, Libraire-Galerie Racine.
- Isabelle Lelouch, Jusqu'à ta paume, Libraire-Galerie Racine.
- Cédric Le Penven, Verger, Éditions Unes, avec le soutien du CNL.
- Isabelle Lévesque, Chemin des centaurées, L'Herbe qui tremble.
- Claude Luezior, Jusqu'à la cendre, Libraire-Galerie Racine.
- Béatrice Machet, Tirage(s) de Tête(s), Les Lieux-dits.
- Béatrice Mauri, La Fautographe, Lanskine.
- Cécile Oumhani, Mémoires inconnues, La tête à l'envers.
- Clemente Padin, De la représentation à l'action, Les Presses du Réel, coll. Al dante.
- Nicole Piquet et Stephen Blanchard, A demi-maux, France Libris.
- Gilles Plazy, Fiction fragile du désir, Tarabuste.
- Marie de Quatrebarbes, Voguer, P.O.L.
- Thierry Raboud, Crever l'écran, Éditions Empreintes.
- Georges de Rivas, La Beauté Eurydice, Sept chants pour le retour d'Eurydice, Alcyone.
- Eugène Savitzkaya, Ode au paillasson, Le Cadran ligné, avec le soutien du CNL.
- Frank Smith et Julien Serve, Pour parler, Creaphis éditions, avec le soutien du CNL.
- Sylvain Tanquerel, Bleigiessen, La Vision par le plomb, photos de Katrin Backes, Le Cadran ligné, avec le soutien du CNL.
- Esther Tellermann, Un versant l'autre, Flammarion.
- Patrick Wateau, Danse macabre, Rehauts.
- Denis Wetterwald, Aurore... Pavillon K, Z4 éditions.
- Mira Wladir, Sous la fourrure du monde, Éditions Empreintes.

### Publications
- Jean-Pierre Thiollet, Hallier Edernellement vôtre, Magland, France, Neva éditions, 2019, 367 p. (ISBN 978-2-35055-273-6)

### Romans

#### Auteurs francophones
- Michel Houellebecq, Sérotonine, Paris/53-Mayenne, Flammarion, 4 janvier 2019, 352 p. (ISBN 978-2-08-147175-7)
- Valérie Zenatti, Dans le faisceau des vivants, Paris/61-Lonrai, Éditions de l'Olivier, 3 janvier 2019, 160 p. (ISBN 978-2-8236-0897-7)
- Jean Rouaud, Kiosque, Paris/72-La Flèche, Grasset, 9 janvier 2019, 288 p. (ISBN 978-2-246-80380-5)
- Antoine Volodine, Frères Sorcières : entrevoûtes, Paris/53-Mayenne, Éditions du Seuil, coll. « Fiction & Cie », 3 janvier 2019, 304 p. (ISBN 978-2-02-136375-3)
- Simon Johannin et Capucine Johannin, Nino dans la nuit, Paris/impr. en UE, Éditions Allia, 3 janvier 2019, 279 p. (ISBN 979-10-304-1011-2)
- Simon Liberati, Occident : roman, Paris/53-Mayenne, Grasset, 2 janvier 2019, 496 p. (ISBN 978-2-246-86307-6)
- Éric Vuillard, La Guerre des pauvres : récit, Arles/61-Lonrai, Actes Sud, 4 janvier 2019, 80 p. (ISBN 978-2-330-10366-8)
- Atiq Rahimi, Les Porteurs d'eau, Paris/61-Lonrai, P.O.L., 3 janvier 2019, 288 p. (ISBN 978-2-8180-3812-3)
- Céline Minard, Bacchantes, Paris/14-Condé-en-Normandie, Rivages, 2 janvier 2019, 112 p. (ISBN 978-2-7436-4595-3)
- Gaëlle Obiégly, Une chose sérieuse, Paris/27-Mesnil-sur-l'Estrée, Gallimard, coll. « Verticales », 3 janvier 2019, 192 p. (ISBN 978-2-07-282562-0)
- Élisabeth Filhol, Doggerland : roman, Paris/53-Mayenne, P.O.L., 3 janvier 2019, 352 p. (ISBN 978-2-8180-4625-8)
- Richard Morgiève, Le Cherokee, Paris/27-Mesnil-sur-l'Estrée, Gallimard, coll. « Littérature française/Joëlle Losfeld », 17 janvier 2019, 480 p. (ISBN 978-2-07-282932-1)
- Dominique Bona, Mes Vies secrètes, Paris/53-Mayenne, Gallimard, coll. « Collection Blanche », 3 janvier 2019, 320 p. (ISBN 978-2-07-283072-3)
- David Zuckerman, San Perdido : roman, Paris/72-La Flèche, Calmann-Lévy, 2 janvier 2019, 450 p. (ISBN 978-2-7021-6369-6)
- Jean-Philippe Jaworski, Chasse royale III (Rois du monde, 4), Bordeaux/impr. en République tchèque, Les Moutons électriques, 17 janvier 2019, 256 p. (ISBN 978-2-36183-529-3)
- Camille Ammoun, Ougarit, Inculte,
- Amélie Nothomb, Soif, Albin Michel
- Sorj Chalandon, Une joie féroce, Grasset
- Karine Tuil, Les choses humaines, Gallimard,
- Victoria Mas, Le bal des folles, Albin Michel
- Carène Ponte, D'ici là, porte-toi bien, Éditions Michel Lafon
- Alexandra Koszelyk, À crier dans les ruines, roman évoquant la catastrophe à la centrale nucléaire de Tchernobyl

#### Auteurs traduits
- C. E. Morgan (trad. de l'anglais par Mathilde Bach), Le sport des rois [« The Sport of Kings »], Paris/61-Lonrai, Gallimard, coll. « Du monde entier », 10 janvier 2019, 656 p. (ISBN 978-2-07-278021-9)
- George Saunders (trad. de l'anglais par Pierre Demarty), Lincoln au Bardo [« Lincoln in the Bardo »], Paris/impr. en Italie, Fayard, coll. « Littérature étrangère », 9 janvier 2019, 400 p. (ISBN 978-2-213-70962-8)
- Stephen King (trad. de l'anglais par Jean Esch), L'Outsider : roman [« The Outsider »], Paris/18-Saint-Amand-Montrond, Albin Michel, 30 janvier 2019, 576 p. (ISBN 978-2-226-43589-7)
- Rosella Postorino, La goûteuse d'Hitler

### Théâtre
- Pascal Rambert, Architecture, Besançon/Paris, Les Solitaires intempestifs, coll. « Bleue », 20 juin 2019, 128 p. (ISBN 978-2-84681-583-3)
- Philippe Minyana, Portrait de Raoul : Qu’est ce qu’on entend derrière une porte entrouverte ? (suivi de) Babette, Besançon/Paris, Les Solitaires intempestifs, coll. « Bleue », 24 mai 2019, 72 p. (ISBN 978-2-84681-580-2)
- Martin Crimp (trad. de l'anglais par Alice Zeniter), Des hommes endormis [« Men Asleep »], Paris/61-Lonrai, L'Arche, coll. « Scène ouverte », 10 mai 2019, 96 p. (ISBN 978-2-85181-961-1)
- Rémi De Vos, Départ volontaire (suivi de) Kadoc, Arles/61-Lonrai, Actes Sud-Papiers, 8 mai 2019, 195 p. (ISBN 978-2-330-12117-4)

## Décès
- 17 janvier : Mary Oliver, poétesse américaine (née en 1935).
- 27 janvier : Emmanuel Hocquard, poète français[4].
- 15 mars : Dominique Noguez, écrivain français[5].
- 16 avril : Aziz Chouaki, écrivain algérien[6].
- 2 juin : Noa Pothoven, auteure néerlandaise (née en 2001).
- 10 juillet : Jeanne Hives, illustratrice française de livres pour la jeunesse (née en 1927).